# لوسيا ألدانا
لوسيا ألدانا (بالإسبانية: Lucía Aldana)‏ هي متسابقة ملكة الجمال وعارضة كولومبية، ولدت في 9 مارس 1992 في كالي في كولومبيا.